# Mars 1982

## Événements
- 3 mars (Pérou) : le mouvement d'extrême gauche du Sentier lumineux investit une prison d'Ayacucho[1]. Le mouvement de développe.

- 4 mars : discours du président français, François Mitterrand, à la Knesset : Le peuple français est l'ami du peuple d'Israël[2].

- 8 mars, (Rallye automobile) : arrivée du Rallye du Portugal.

- 15 mars : état d'urgence au Nicaragua, menacé de l'extérieur par les États-Unis.

- 19 mars : occupation de l'île de Géorgie du Sud par un groupe de civils argentins.

- 21 mars, (Formule 1) : Grand Prix automobile du Brésil.

- 23 mars : dictature militaire au Guatemala de Efraín Ríos Montt.

- 29 mars : élections constituantes au Salvador. Le PDC n’obtient que 24 sièges sur 60, l’opposition de droite se répartissant les 36 autres sièges, dont 10 pour l’extrême droite (ARENA).

## Naissances
- 1er mars : Leryn Franco, athlète et mannequin paraguayenne.
- 8 mars : Kat Von D, artiste tatoueuse
- 7 mars : Silky Shai, de son vrai nom Guiro Daniel, ex-membre du groupe nantais Tragédie, chanteur français.
- 13 mars : Oguchi Onyewu, footballeur américain.
- 15 mars : 
  - Johann Fauveau, kickboxer français et boxeur de Muay-thaï.
  - Rob Goris, coureur cycliste et joueur de hockey sur glace belge († 5 juillet 2012).
- 19 mars : Nicole Ferroni, humoriste française.
- 20 mars : Patrick ST LYS, Expert Gestion des risques et des catastrophes et anthroposociologue Ayitien.
- 21 mars : Bård Urheim Ylvisåker, humoriste norvégien du duo Ylvis.
- 25 mars : Danica Patrick, pilote automobile américaine.
- 28 mars : 
  - Dylan Page, basketteur américain.
  - Luis Tejada, footballeur panaméen († 28 janvier 2024).
- 30 mars : Philippe Mexès, footballeur français.
- 31 mars : David Poisson, skieur alpin français. Mehdi Seynave "isham"

## Décès
- 2 mars : Philip K. Dick, écrivain de science-fiction.
- 3 mars : Georges Perec, écrivain français.
- 19 mars : Randall William Rhoads (connu sous le nom de Randy Rhoads), guitariste, ayant joué pour Ozzy Osbourne.
- 29 mars :
  - Hector Heusghem, coureur cycliste belge (° 15 février 1890).
  - Carl Orff, compositeur.